# Áizal
Áizal, Áizól (hindsky आइज़ोल, anglicky Aizawl, bengálsky আইজল) je hlavní město Mizóramu, jednoho ze svazových států Indie. K roku 2011 měl přes 293 tisíc obyvatel a byl tak nejlidnatějším městem Mizóramu.

## Dějiny
Áizal vznikl kolem pevnosti, kterou zde v roce 1890 postavili Britové. V letech 1892–1895 k němu byla postavena sezónně sjízdná silnice ze Silčaru.

## Obyvatelstvo
Nejvíce obyvatelů vyznává křesťanství (93,63 %), následuje hinduismus (4,14 %) a islám (1,52 %). Většina křesťanů jsou presbyteriáni.